# Ivan Katzianer
Ivan Katzianer (njem. Hans ili Johann Katzianer, slov. Ivan Kacijanar; * Begunje na Gorenjskem, 1491. – Hrvatska Kostajnica, 27. listopada 1539.), kranjski plemić i vojskovođa Habsburgovaca; vrhovni kapetan (zapovjednik) habsburških četa u Hrvatskoj (1530. – 1537.)
Od godine 1522. u službi je Ferdinanda I. Habsburškog koji ga je 1523. imenovao zapovjednikom svojih četa u zemljama tzv. Unutarnje Austrije (Štajerskoj, Koruškoj i Kranjskoj. Do 1526. vodio je obrambene ratove protiv Osmanlija u Kranjskoj. 1525. pomogao je ugušiti seljačke ustanke u Koruškoj i Štajerskoj. Iste je godine zapovijedao četama Ferdinanda Habsburškog u Hrvatskoj kao zamjenik vrhovnog kapetana (habsburške čete nalazile su se na teritoriju Hrvatskog Kraljevstva od 1522. kao pomoć hrvatskom plemstvu u obrani od osmanskih napada). Bio je jedan od Ferdinandovih izaslanika na Cetinskom saboru 1527. godine na kojem je Ferdinand izabran za hrvatskog kralja. 
U travnju 1527. imenovan je zapovjednikom Bratislave odakle je opozvan već u srpnju iste godine zbog žalbi ugarskog plemstva na njegove bezobzirne metode utjerivanja poreza. Od ljeta iste godine ratuje u Hrvatskoj i Ugarskoj za Ferdinanda Habsburškog protiv protukralja Ivana Zapolje kojeg je potukao 27. rujna 1527. u bitki kod Tokaja (u sjeveroistočnoj Mađarskoj). Istakao se i 1529. u obrani Beča od opsade Osmanlija. 
17. ožujka 1530. kralj Ferdinand I. imenovao ga je vrhovnim kapetanom svojih četa u Hrvatskoj odredivši također da pomaže njegovim pristašama u Slavoniji protiv pristaša protukralja Ivana Zapolje. Odmah po imenovanju Katzianeru sa svih strana stižu pozivi u pomoć kako od hrvatskih staleža za pomoć u obrani od Osmanlija tako i od Ferdinandovih pristaša u Slavoniji. Katzianer je međutim slabo što učinio glede jednoga i drugoga. Građanski rat u Slavoniji nastavio se nesmanjenom žestinom, a Hrvatska i Slavonija i dalje su bile izložene većim ili manjim osmanskim provalama. Katzianer nije u suradnji s hrvatsko-slavonskim staležima razvio bilo kakvu strategiju obrane. Ona je bila bez ikakva plana, ovisna o predviđanjima na koju će stranu udariti Osmanlije, znači uvijek u zakašnjenju i pasivnom iščekivanju. Ni pokušaj izmirenja s pristašama Ivana Zapolje nije uspio. Hrvatski staleži bili su sve nezadovoljniji Katzianerovom pasivnošću i slabom kraljevom pomoći u obrani od osmanlijske ugroze. Sa saborskog zasjedanja u Topuskom godine rujna 1535. odlučno su poručili Ferdinandu Habsburškom da ako ne kani braniti Hrvatsku neka im vrati ispravu kojom su ga izabrali za kralja.
Tek kad su Osmanlije 1536. osvojili Požegu i veliki dio Slavonije, te 1537. Klis, konačno se aktivnije počelo raditi na boljim obrambenim rješenjima. Po Ferdinandovu nalogu sazvan je slavonski sabor u Križevcima. Kralj je na sabor poslao Katzianera s četama iz unutrašnjoaustrijskih zemalja da zajedno sa staležima zavede opći mir i pripremi vojni pohod kojim bi se Osmanlije istjerale iz Slavonije. Sabor se sastao 15. travnja 1537. i pozvao na opći ustanak protiv Osmanlija.
Do kraja kolovoza okupila se u kršćanskom taboru vojska od 24.000 ljudi, 16.000 pješaka i 8.000 konjanika. Vojska je bila heterogena i sastojala se od četa iz Hrvatske i Slavonije, Štajerske, Koruške, Kranjske, Tirola i Češke. Vrhovnim zapovjednikom te vojske postao je Katzianer, češki kontingent vodio je grof Albrecht Schlik, austrijski grof Julius Hardegg, Štajerce Johannes Ungnad, Kranjce sam Kazianer, Koruščance Erasmus Mager, a Madžare Pavle Bakić, Ladislaus More i Pekri. Tirolce i Talijane vodio je grof Ludwig Lodron. Za opskrbu vojske bio je zadužen zagrebački biskup Šimun Erdödy. Vojska je imala 7-8 teških topova i oko 40 lakih. Ta je vojska krenula preko Virovitice prema Osijeku. Putem su planuli sukobi između Katzianera i zapovjednika pojedinih četa jer se Katzianer nije pokazao sposobnim zapovijedati velikom heterogenom vojskom. Ostajavši često bez hrane jer zagrebački biskup očito nije mogao osigurati redovitu opskrbu tako velikoj vojsci, kršćanska je vojska pljačkala Slavoniju poput Osmanlija od kojih ju je išla oslobađati. Došavši pred Osijek Katzianer se nije usudio opsjedati ga jer su ga branile jake snage Smederevskog i Bosanskog sandžaka nego je krenuo prema Valpovu.  Vojska je bila izmorena od dugog putovanja, a zbog nestanka hrane i raznih bolesti umrlo je nekoliko tisuća vojnika. Za njima je krenuo Mehmed paša. Tako izmorena i oslabljena vojska stigla je do Gorjana. Počele su čarke s Turcima. Pao je Pavle Bakić, jedan od najhrabrijih ljudi svog vremena. U taboru kod Gorjana, uoči odlučne bitke, neki su zapovjednici nezadovoljni Katzianerovim vođenjem vojske, i ne mogavši se dogovoriti o daljnjem povlačenju, napustili tabor i otišli: zagrebački biskup Erdödy, Ungnad sa Štajercima, češke postrojbe sa Schlickom i madžarske s More-om. U svitanje nestao je i treći zapovjednik mađarskih postrojbi Ljudevit (Ludovik) Pekri (nesuđeni hrvatski ban), kao i sam zapovjednik svih postrojbi Katzianer s Kranjcima ili Hrvatima. Lodron sa svojim Tirolcima, Mager s Koruščancima i nešto Austrijanaca, ostali su sami. Kad je Lodronu neki pješak rekao, da je njemu lako, jer ima konja, navodno je sišao s konja i prerezao mu tetive. Borbeni sukob bio je neizbježan. Prvi je pao Mager i mnogi pješaci. Osmanlije su 9. listopada 1537. uništili ostatak kršćanske vojske. Lodron, teško ranjen u glavu i prsa, bude zarobljen, glava odsječena, i zajedno s onom Bakića i Magera poslana u Istambul. Turcima je u ruke pao čitav logor i svi preostali topovi, među njima osobito veliki top zvan „Katzianerica“. Ovom pobjedom Turci su zavladali velikim dijelom Slavonije. 
Poraz kršćanske vojske kod Gorjana neugodno je odjeknuo u zemljama Habsburške Monarhije. Osuđivao se Katzianerov kukavičluk i nesloga među vojnim zapovjednicima. Na vratima bečke katedrale osvanuo je natpis: 
Katzianer, Ungnad und Schlick,
Die möchten hangen an einem Strick
(Katzianer, Ungnad i Schlick neka vise na užetu.)
Katzianer se pokušao opravdati kralju, ali je kao veleizdajnik bačen u bečki zatvor odakle je uspio pobjeći u siječnju 1538. u svoj grad Susedgrad. Sljedeće gotovo dvije godine neprestano je boravio u Hrvatskoj i Slavoniji okupljajući oko sebe plemiće nezadovoljne Ferdinandovom vladavinom, nagovarajući i ostale da prijeđu na stranu Ivana Zapolje. Ferdinand ga je nato proglasio veleizdajnikom i javnim neprijateljem te pozvao sve hrvatske i ugarske staleže da ga uhvate živog ili mrtvog obećavši za to i novčanu nagradu. Katzianer je čak počeo surađivati s Osmanlijama protiv Ferdinanda. Knez Nikola Šubić Zrinski zato ga je 27. listopada 1539. dao ubiti u Kostajnici. Prema jednoj verziji to su učinila dva njegova vojnika, a on sam je držao stražu, a prema drugoj ubio ga je sam Nikola Zrinski. Glava Katzianerova je poslana Ferdinandu. 